# Hypagyrtis lemmeri
Hypagyrtis lemmeri là một loài bướm đêm trong họ Geometridae.